# 柳家つばめ (5代目)
五代目柳家 つばめ（やなぎや つばめ、1928年4月30日 - 1974年9月30日）は、落語家。本名∶木村 栄次郎。出囃子は『外記猿』。

## 経歴
宮城県石巻市の出身。大学卒の落語家第一号。國學院大學卒業後、神奈川県藤沢市の中学校の教師を経て1952年4月、五代目柳家小さんに入門して小伸を名乗る。
1954年3月に二ツ目昇進、五代目柳家小山三を襲名。1960年2月に夢月亭歌麿と改名する。
1963年3月、七代目立川談志と共に真打昇進、五代目柳家つばめを襲名。
1974年に肝硬変により死去。享年46。

## 人物
字心、絵心もあって楽屋の楽屋帳もビラ文字（寄席文字）で丁寧に書いていた。高座では似顔絵を描く演出も試み、漫画家清水崑にも入門し雑誌等に絵や文章が掲載されるほどの腕前であった。高座で描いたこともあった。
落語は前座時代は古典落語を演じたが後に新作落語中心で、『腹ぺこ太平記』『歯科医の恐怖』『トイレット部長』『笑いの研究』『佐藤栄作の正体』など才気あふれるものであった。当時の政治や社会を風刺した『つばめ政談』は、単行本にもなっている。特に当時の首相を題材にした『佐藤栄作の正体』は1968年3月24日に『日曜演芸館』（NETテレビ）で演じた後に担当プロデューサーが処分を受けた上、つばめ自身も他のNET番組司会を降板させられるという事態に発展し、「政府からクレームが来て放送禁止になった」とする書籍もある。
紋は「髑髏」。
おおらかな性格で、内弟子時代、師匠の小さんよりも遅く起きたことを叱られても「私は十二時間寝ないと頭がはっきりしません。」と言ってのけたことがあった。そんなところがかえって小さんに気に入られ、将来の一門を率いる逸材と目されていた。それだけに、彼の早過ぎる死は小さんに大きな衝撃を与え、告別式ではあえて自身の出囃子『序の舞』を流し、あいさつでは男泣きに泣いて言葉が出ないほどであった。

## 芸歴
- 1952年4月∶五代目柳家小さんに入門、小伸を名乗る。
- 1954年3月∶二ツ目昇進、五代目柳家小山三を襲名。
- 1960年2月∶夢月亭歌麿に改名。
- 1963年3月∶真打昇進、五代目柳家つばめ襲名。
- 1974年∶死去。

## 著書
- 『落語の世界』（1967年、講談社 / 文庫版：2009年、河出文庫）
- 『お色気落語の研究』（1970年、講談社）
- 『落語政談 私は栄ちゃんと呼ばれたい』（蕗沢紀志夫共著、1971年、立風書房）
- 『落語やろー』（1972年、どみに社）[3]
- 『創作落語論』（1972年、三一書房 / 文庫版：2009年、河出文庫）
- 『73版つばめ政談 角さんどーする』（1973年、立風書房）

## 弟子
つばめ死後全員五代目柳家小さん門下へ
- 柳家とんぼ - 二代目三遊亭百生門下から
- 柳家ほたる
- 柳家雪之丞